# Alex Bellemare
Alex Bellemare (* 12. März 1993) ist ein kanadischer Freestyle-Skier. Er startet in der Freestyledisziplinen Slopestyle und Big Air.

## Werdegang
Bellemare nimmt seit 2011 an Wettbewerben der AFP World Tour teil. Dabei holte er im Februar 2012 beim Canadian Shield im Slopestyle in Mont-Tremblant seinen ersten Sieg. Im Freestyle-Skiing-Weltcup debütierte er im März 2012 in Mammoth und belegte dabei den zweiten Platz im Slopestyle. Bei den Winter-X-Games-Europe 2012 in Tignes wurde er Fünfter im Slopestyle. Im folgenden Jahr errang er bei den Winter-X-Games 2013 in Aspen den vierten Platz im Slopestyle und siegte beim Frostgun Invitational Big Air Wettbewerb in Val-d’Isère. In der Saison 2014/15 belegte er beim Air & Style in Los Angeles und bei The Sony SnowCrown in Blue Mountain jeweils den zweiten Platz im Big Air und bei der SFR Freestyle Tour in La Clusaz den zweiten Platz im Slopestyle. Bei den Winter-X-Games 2015 in Aspen holte er die Bronzemedaille im Slopestyle. In der folgenden Saison kam er bei der SFR Freestyle Tour in La Clusaz auf den zweiten Platz im Slopestyle und holte im Slopestyle im Bokwang Phoenix Park in Pyeongchang seinen ersten Weltcupsieg. Bei den Winter-X-Games 2016 in Aspen errang er den achten Platz im Slopestyle und bei den X-Games Oslo 2016 den 17. Platz im Big Air. Im Januar 2017 wurde er beim Weltcup in Font Romeu Dritter im Slopestyle. Bei den Winter-X-Games 2017 belegte er den 19. und bei den X-Games Norway 2017 in Hafjell den 13. Platz im Slopestyle. Bei den Freestyle-Skiing-Weltmeisterschaften 2017 in Sierra Nevada wurde er Siebter im Slopestyle. Die Saison beendete er auf dem sechsten Platz im Slopestyle-Weltcup. Bei den Olympischen Winterspielen 2018 in Pyeongchang belegte er den 22. Platz im Slopestyle.